# 서맨사 브라운
사만다 엘리자베스 브라운(Samantha Elizabeth Brown, 1970년 3월 31일 ~ )은 미국의 텔레비전 진행자로, 《소녀, 하와이를 만나다》, 《멋진 휴가 주택》, 《멋진 호텔》, 《유럽으로의 여권》, 《라틴 아메리카로의 여권》, 《멋진 주말》, 《친환경 휴양지》, 《중국으로의 여권》, 《사만다 브라운의 아시아》 등 여러 트래블 채널 쇼의 진행자로 잘 알려져 있다. 2012년 현재 사만다 브라운은 '사만다 브라운: 트래블 아메리카'라는 자체 여행 가방을 출시했다. 2018년 1월부터는 PBS의 《사만다 브라운의 사랑할 만한 장소》를 진행하기 시작했다. 이 프로그램은 전국 PBS 방송국과 PBS 웹사이트 및 앱에서 방영된다.

## 초기 생애
브라운은 1970년 댈러스, 텍사스주에서 태어났지만, 가족은 곧 뉴캐슬 (뉴햄프셔주)로 이사했고, 그곳에서 자라 데리 (뉴햄프셔주)의 핑커턴 아카데미를 졸업했다. 그녀는 수상 경력에 빛나는 디자이너 브라이언 시드니 벰브릿지와 함께 음악 및 드라마 회사에서 공연했으며, 12년 동안 보컬 레슨을 받았고, 채프먼 대학교에 다녔으며, 뮤지컬 극을 공부하기 위해 시러큐스 대학교로 편입했다. 그녀의 《유럽으로의 여권》 에피소드 중 하나에서 언급했듯이, 그녀는 스코틀랜드인과 독일인 혈통이다.

## 광고
브라운의 초기 경력에는 광고 출연이 포함되었는데, 특히 센추리 케이블이라는 회사에서 웬디 와이어 대변인 역을 맡았다. 그녀는 HP 파빌리온의 "컴퓨터가 다시 개인화되다" 광고에도 출연했다. 또한, 그녀는 에코 신발의 대변인이기도 하며, 2009년 시더 포인트 놀이공원 광고의 대변인이기도 했다. 그녀는 12년 이상 거주했던 뉴욕에 기반을 둔 희극 스케치 그룹 마우스에 참여하고 있다.

## 트래블 채널
1999년과 2000년에 트래블 채널은 여행 진행자를 찾고 있었고, 여러 차례 오디션 끝에 브라운이 선정되었다. 진행자로서 그녀는 시청자들에게 미국 및 전 세계의 관광 목적지와 호텔을 소개하고, 해당 목적지의 레스토랑과 활동을 보여준다. 여행 진행자로서 브라운은 연중 230일을 여행하며, 1시간짜리 에피소드를 촬영하는 데 8일이 걸린다.
네트워크에 합류한 이후 브라운은 《소녀, 하와이를 만나다》, 《멋진 휴가 주택》, 《멋진 호텔》, 《유럽으로의 여권》, 《멋진 주말 여행으로의 여권》, 《라틴 아메리카로의 여권》 등 여러 시리즈를 진행했다.

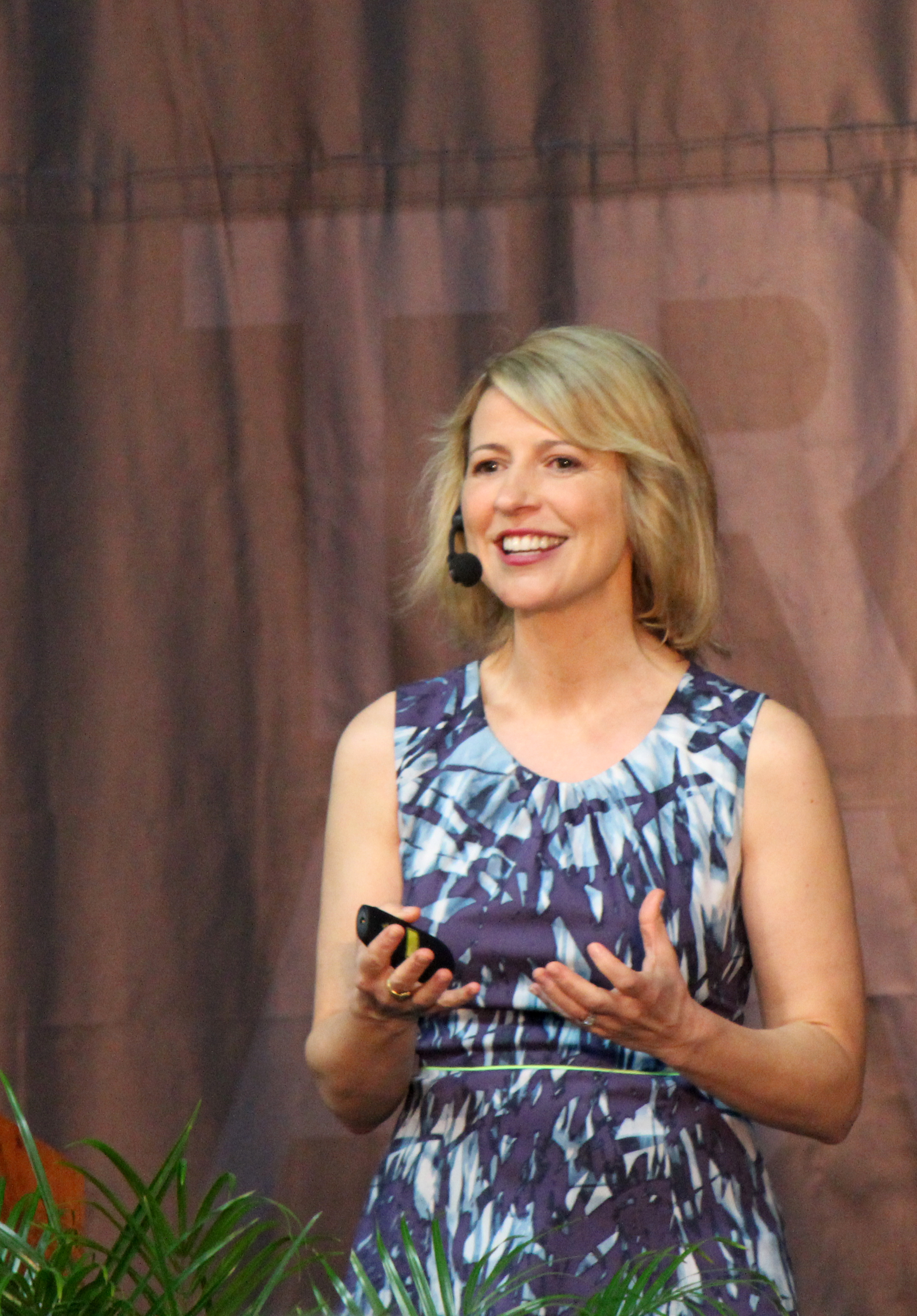
2014년 3월 샌디에이고에서 연설하는 브라운

정규 쇼 외에도 브라운은 여러 트래블 채널 스페셜을 진행했는데, 예를 들어 2006년 전면 액세스 스페셜인 《멋진 크루즈: 사만다 브라운과 함께하는 프리덤 오브 더 시스》는 당시 세계에서 가장 큰 여객선이었던 프리덤 오브 더 시스 크루즈선을 배경으로 했다. 그전에 그녀는 브릴리언스 오브 더 시스 크루즈선을 타고 12박 지중해 베네치아 크루즈를 진행했다. 동반된 쇼는 《사만다 브라운의 첫 크루즈》였다. 2007년에는 북미의 세 곳 친환경 여행지를 다룬 여행기인 《친환경 휴양지로의 여권》이라는 스페셜을 진행했다.
2007년에 브라운은 두 편의 쇼를 제작 중이었다. 2007년 4월, 디스커버리 네트워크는 그녀가 미국 및 해외의 48시간 휴가지 탐험을 다룬 새로운 시리즈인 《사만다 브라운과 함께하는 멋진 주말 여행으로의 여권》을 진행할 것이라고 발표했다. 2007년 9월, 그녀는 베이징에서 베이징 올림픽을 앞둔 2008년 7월에 방영된 《중국으로의 여권》을 촬영했다.
2008년, 브라운은 《멋진 주말 여행으로의 여권》을 선보였는데, 이 프로그램은 그녀를 좀 더 비공식적인 모습으로 보여주었고, 좀 더 독특하고 흔치 않은 휴가를 따라갔다. 에피소드는 금요일 오후에 목적지에 도착하고 일요일 저녁에 떠나는 형식으로 진행되었다. 두 번째 시즌의 제목은 《사만다 브라운의 멋진 주말》로 변경되었고 새로운 도입부가 추가되었지만, 대부분 동일한 형식을 유지했다.
2010년 2월 8일, 트래블 채널은 브라운의 10년 진행자 경력을 기념하기 위해 《사만다 브라운의 10주년 스페셜》을 방영했다.
2010년 4월 9일, 그녀는 더 프라이스 이즈 라이트에 특별 게스트로 출연하여 여행 테마의 쇼케이스를 선보였다.
2010년 7월 12일, 《사만다 브라운의 아시아》가 트래블 채널에서 방영되었다.
앤서니 부르댕의 《노 리저베이션즈》 "크리스마스 스페셜" 에피소드(미국에서 2011년 12월 12일 첫 방영)에서 사만다 브라운은 그녀의 페르소나와 "쾌활한" 브라운과 "날카로운" 부르댕 사이의 가상 충돌을 풍자하는 부분에 출연했다. 같은 달, 그녀의 건강한 "옆집 소녀" 이미지에 더 부합하게 브라운은 하와이의 새로운 디즈니 리조트 비디오 투어를 진행했는데, 이는 디즈니 휴가 클럽을 홍보하기 위해 디즈니가 제작하고 공개한 것이었다. 2013년 여름, 사만다는 옐로스톤 지역에서 트래블 채널의 새로운 파일럿을 촬영했지만, 브라운은 당시 프로젝트에 징크스를 걸까 봐 이야기할 수 없다고 트윗했다. 이 프로젝트는 나중에 여행 관련 게임 쇼인 《사만다 브라운의 캐시 어택》의 두 개의 샘플 에피소드로 판명되었다.
브라운은 인기 여행지에서 관광객들을 급습하여 지역 관련 질문에 답하거나 여행 도전을 수행하여 현금을 얻을 기회를 주었다. 두 에피소드는 2013년 11월 26일에 방영되었다.
브라운은 스페인과 모로코를 여행하는 시청자 대상 경품 행사 《더 트립: 2014》의 공동 진행자로 활동했다.
브라운은 또한 2015년 2월에 처음 방영된 하와이 《더 트립: 2015》의 공동 진행자였다. 그녀는 2015년 공동 진행자 크리스 그런디와 함께 트래블 채널 시리즈 《50/50》과 《사만다 브라운 추적》에 출연했다.

## PBS
2017년 여름, 브라운은 트래블 채널을 떠났고 나중에 PBS의 새로운 시리즈인 《사만다 브라운의 사랑할 만한 장소》를 촬영하기 시작했다. PBS에 따르면, 2018년 1월 6일 처음 방영된 이 시리즈는 브라운이 "혁신가와 파괴자들이 새로운 여행 경험을 만들어내는 잘 알려지지 않은 장소와 아지트"를 찾아다니는 모습을 담고 있다. 음식과 음료, 예술과 디자인, 문화 또는 모험이든, 각 에피소드가 끝날 때 시청자들은 목적지를 방문하는 방법뿐만 아니라 그곳에 속하는 방법에 초점을 맞춘 잘 정리된 경험 목록을 얻게 될 것이다." 2019년 3월, 《사만다 브라운의 사랑할 만한 장소》는 데이타임 에미상 최우수 여행/모험 프로그램, 라이프스타일 프로그램 최우수 연출, 라이프스타일 프로그램 최우수 진행자 부문에서 세 개의 후보에 올랐다. 2019년 5월 3일, 《사만다 브라운의 사랑할 만한 장소》는 최우수 여행/모험 프로그램 에미상을 수상했고, 브라운은 최우수 진행자 에미상을 수상했다. 2020년 2월 11일, 브라운은 페이스북에서 《사만다 브라운의 사랑할 만한 장소》 시즌 4 제작을 시작한다고 발표했다. 2024년 5월 1일, 브라운은 자신의 인스타그램에서 시즌 8 제작을 시작한다고 발표했다.

## 개인 생활
2006년 10월 28일, 브라운은 케빈 제임스 오리어리와 결혼했다. 2013년 1월 17일, 브라운은 뉴욕 브루클린에서 아들과 딸 쌍둥이를 낳았다. 브라운은 뉴욕 브루클린 거주자이다.